# Kasteel Asten
Het Kasteel Asten is voormalig kasteel dat zich bevindt nabij de kern Heusden bij de gemeente Asten, in de Nederlandse provincie Noord-Brabant en is anno 2020 een ruïne. In dit kasteel woonden de heren en vrouwen van de heerlijkheid Asten.

## Geschiedenis

### Bloei
De oorsprong van de heerlijkheid ligt in de middeleeuwen. De naam Asten werd voor het eerst vernoemd in 1202 en in enkele latere documenten, zoals die van 1212 en 1221.
Het kasteel werd voor het eerst vermeld in een koopakte uit 1432. Dit betrof een versterkt huis (steenen huysinge) uit de eerste helft van de 15e eeuw. In de 16e eeuw werd op dezelfde plaats een echt kasteel gebouwd. Dit werd door Bernard van Merode verbouwd tot een renaissancekasteel.
Ondanks de schilderachtigheid van het resultaat deze verbouwing moeten we ons de kerkers voorstellen in 1595, toen dezelfde heer daar onschuldige gevangenen liet doodmartelen in het kader van een berucht heksenproces.
De oudste beschrijving van het kasteel dateert van 1640. Deze hebben we te danken aan een koopakte. Het kasteel werd toen omschreven als een steenen huys int water met dobbele grachten met een voorgeborchte, daerinne staat eenen peertstal ende schuyre met ander huysen.
Dit stenen huis was gebouwd in een L-vorm. De hoofdvleugel was 24 m lang en 6 m breed en had een met leien bedekt zadeldak tussen trapgevels. Dit bouwwerk had een kelderverdieping met nog twee bouwlagen erbovenop, en natuurlijk een zolder. Aan beide uiteinden van de L-vorm was een vierkante toren aangebouwd met een knopvormige spits. De voorhof was gebouwd in een U-vorm en bestond uit een centraal poortgebouw met in de zijvleugels een soort hoeven. Dit voorhof bestaat nog steeds en wordt door een aantal particulieren bewoond. Vroeger woonden hier pachters en een deel werd ook wel verhuurd aan adellijke personen om van daaruit jachtpartijen te organiseren.
Latere beschrijvingen stammen uit koopakten van 1760 en 1811. In 1811 was nog sprake van een groot en schoon Kasteel met dubbele Grachten omgeven, en met een zeer grooten Voorhof, of Bassecour. Een paardenstalling, schuur, bakhuis, duiventoren en een gepachte zitbank in de Gereformeerde Kerk te Asten, alsmede een windmolen te Asten en een watermolen te Vlierden, behoorden toen tot de inventaris van de heerlijkheid.

### Verval en herstel
Geleidelijk echter verviel het kasteel, doordat het veelvuldig van eigenaar wisselde en doordat de eigenaren vaak afwezig waren. Tegen het einde van de 18e eeuw openbaarden zich de eerste verschijnselen. Na 1892 werd het kasteel zelfs niet meer bewoond. Boeren kwamen stenen uit het kasteel slopen en een schouw werd gestolen. De uiteindelijke eigenaar, Clemens Ernest Alexander baron van Hövell tot Westervlier en Wezeveld, besloot tot een restauratie. In 1935 kreeg de Helmondse architect Lambert de Vries de opdracht hiertoe, waar hij In samenwerking met zijn zonen Hugo en Jos ontwerp en uitvoering ter hand nam waarvan het eerste deel in 1938 gereed kwam. Clemens Frans Marie baron van Hövell tot Westervlier bleef eigenaar, maar zijn zus en zwager, jonkheer van der Heyden van Doornenburg, lid van de familie Van der Heyden, gingen er wonen. In 1944 werd het kasteel echter grotendeels verwoest door een Duitse granaat.
De genoemde voorburcht met het poortgebouw en de kasteelhoeven stammen uit de 17e eeuw. Hier ging Clemens Frans Marie baron van Hövell tot Westervlier en Wezeveld met vrouw en dochter in 1978 wonen, nadat hij gepensioneerd was na zijn baan als burgemeester van Wylre. De douarière verkocht kasteel en voorburcht in 1981 aan de Stichting Behoud Kasteelerfgoed Asten. In 1984 zijn in de voorburcht negen woningen gebouwd.
De kasteelruïne en de voorburcht zijn tegenwoordig rijksmonument, en de omringende landerijen zijn aangewezen als historische buitenplaats. De activiteiten van de stichting gingen zich ook uitstrekken tot het sterk bedreigde landschap. Onder meer de oprukkende kassen en infrastructuur tastten het landschap aan. In 2006 werd een plan opgesteld om de band van het kasteel met het landschap te herstellen en het kasteel een betere herkenbaarheid te geven voor de Astense bevolking.

## Afbeeldingen

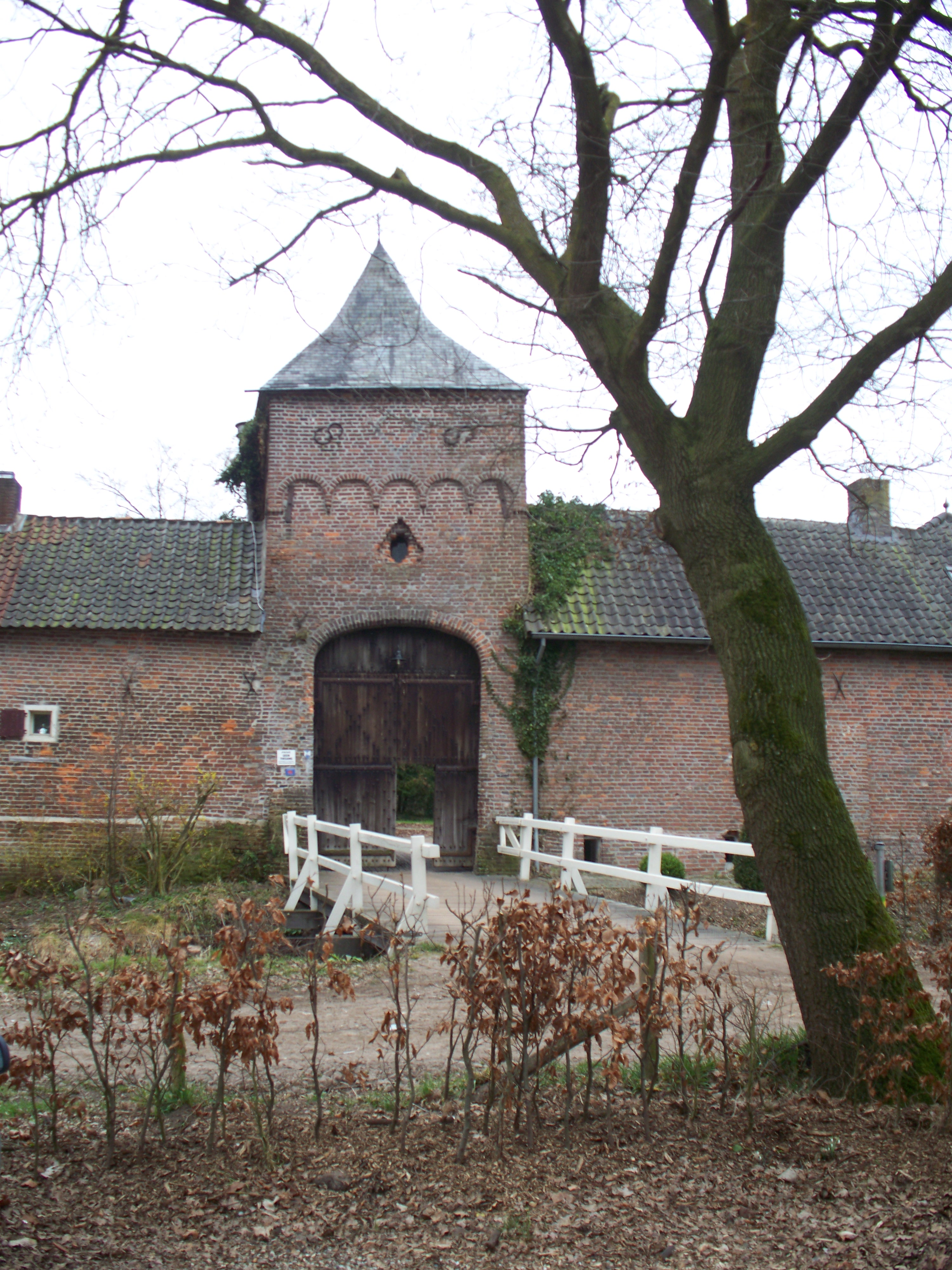
Poort van de voorburcht
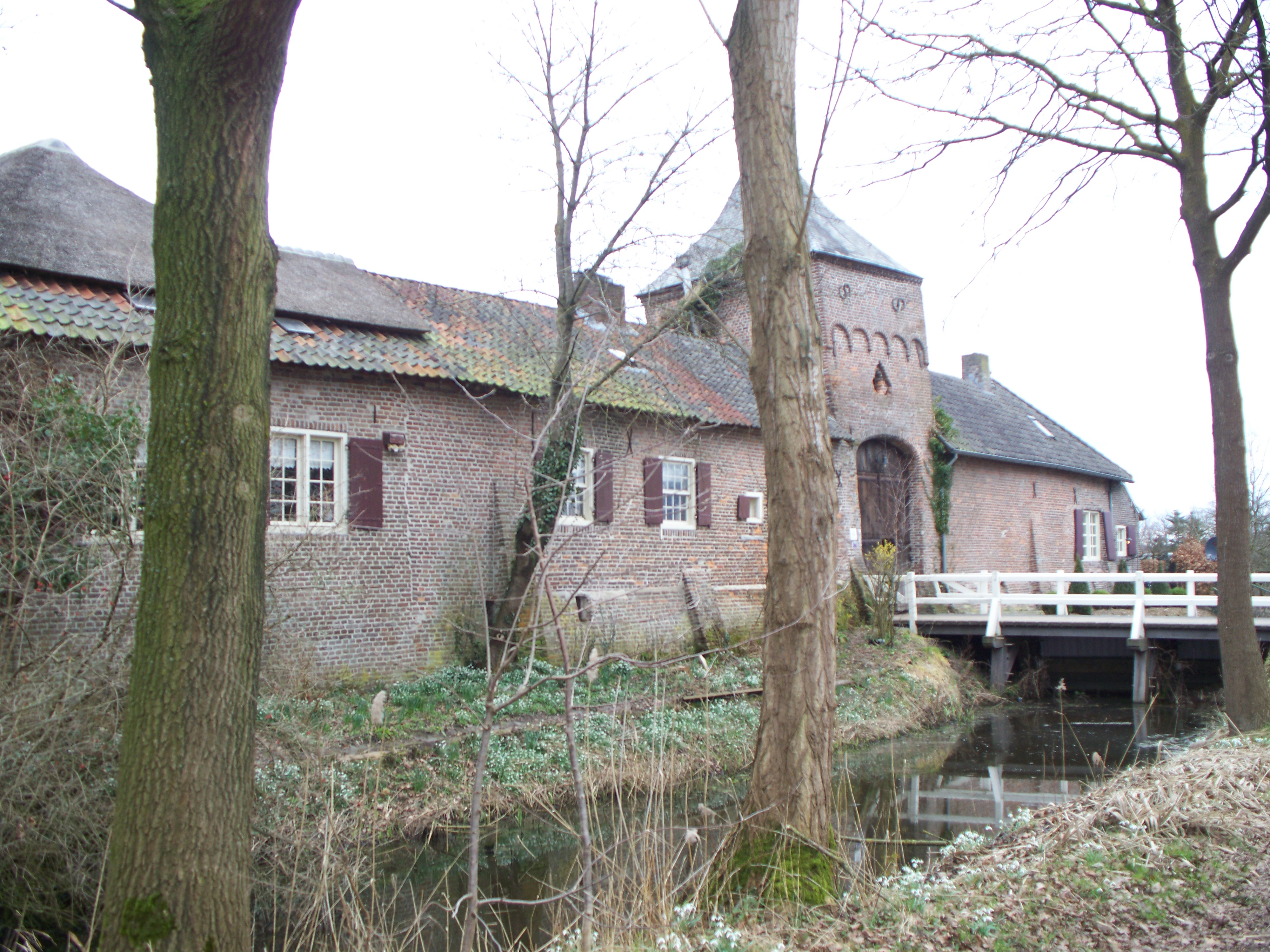
Woningen in de voorburcht
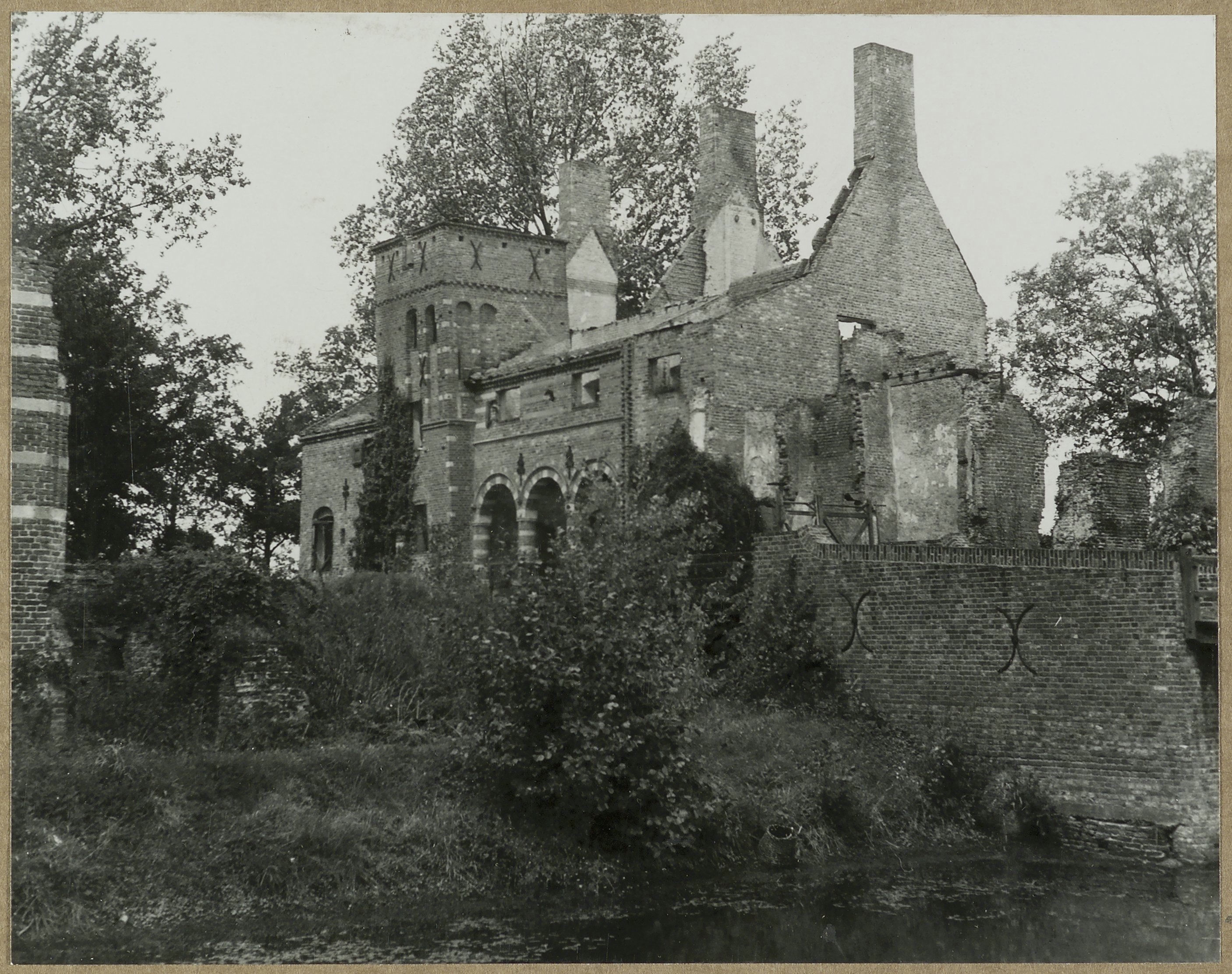
Ruïne kasteel na oorlogshandelingen
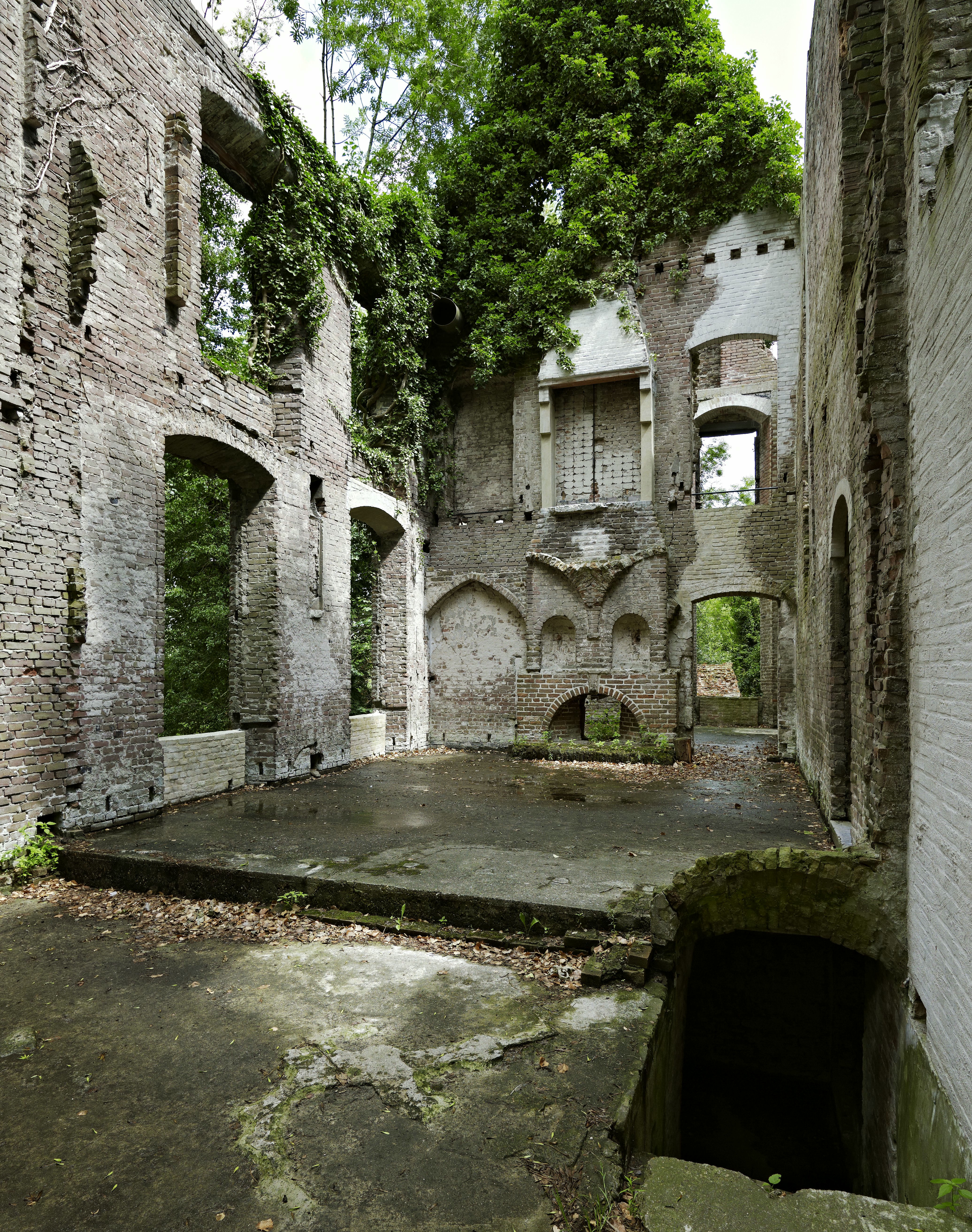
Interieur ruïne
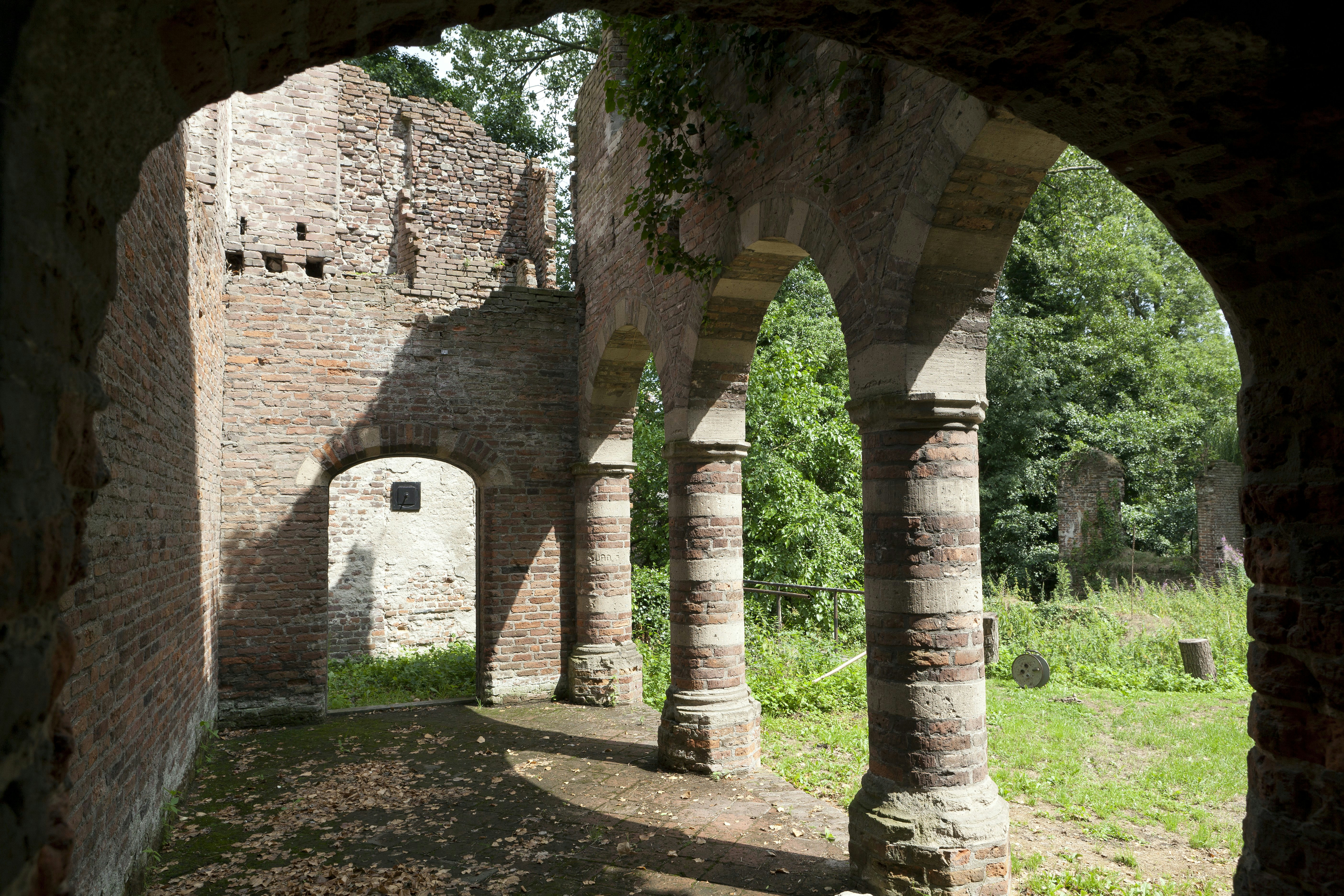
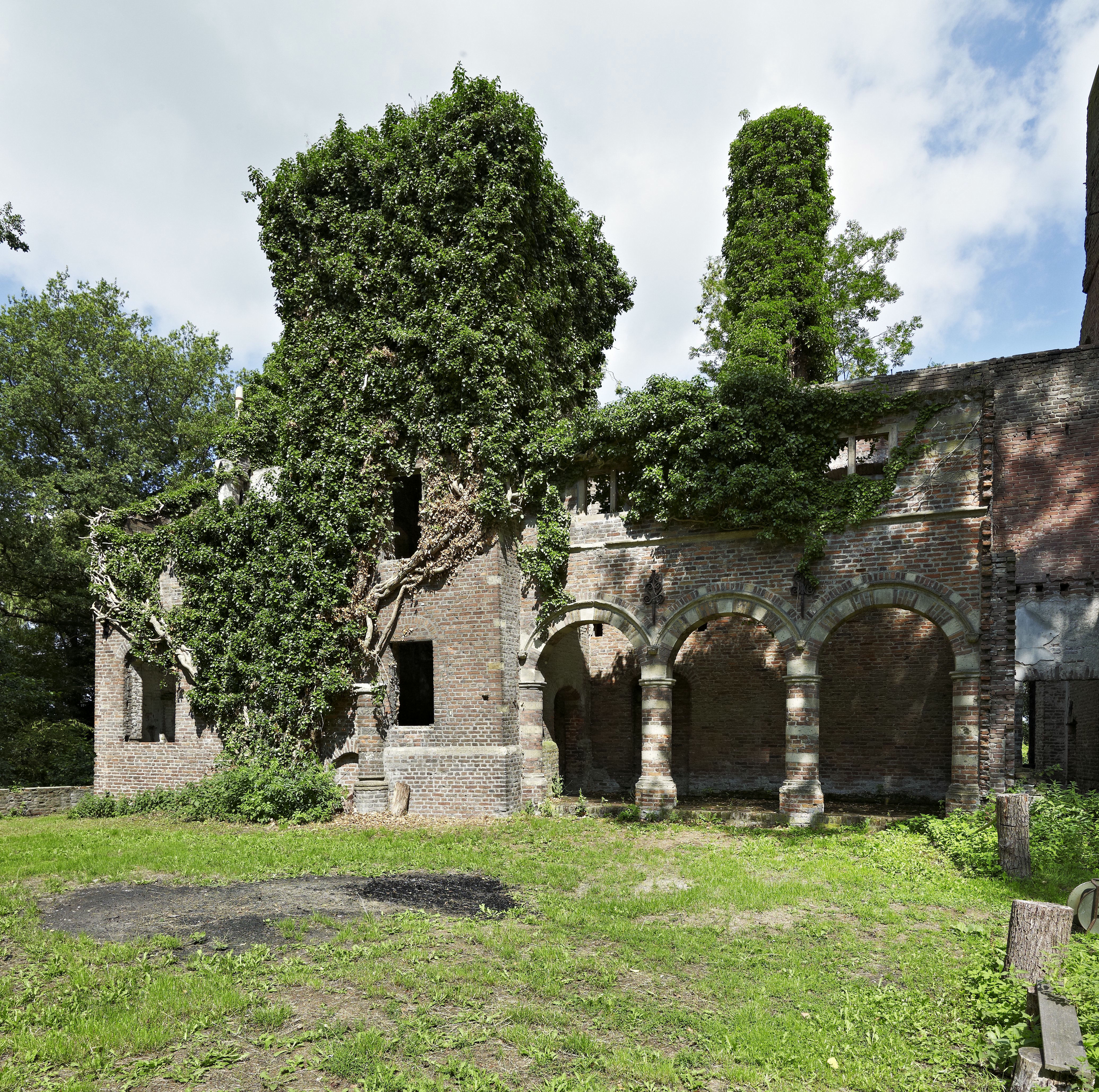

## Bron
- Sasse van Ysselt, A.F.O. van  (1915). De heerlijkheid Asten. Taxandria 3  (2): pp. 3-9, 65-73, 121-129

Aldendriel · Asten · Barendonk · De Blauwe Kamer · Blokhuis te Leensel · Blokhuis te Liessel · Blokhuis op Ter Vloet · Bokhoven · Bouvigne · Bronkhorst · Boxmeer · Breda · Kasteel Croy · Cranendonck · De Donk (Someren) · Dommelrode · Dussen · Eckart · Eikenlust · Emmaus · Eymerick · Frisselstein · Gageldonk · Geldrop · Gemert · Groot Kasteel · Klein Kasteel · Groenendaal · De Hattert · Heeswijk · Heeze · Helmond · Henkenshage · Hooghuis op de Schouw · De Laar · Loon op Zand · Markiezenhof · Het Makken · Maurick · Meeuwen · Mierlo · Muggenheuvel · Nemerlaer · Nieuw-Herlaar · Nieuwenroy · Oijen · Onsenoort · Het Oortje · Oud Beijsterveld · Oud-Herlaar · 't Oude Huys · Rijswijk · Seldensate · Slotjes van Oosterhout · Soeterbeek · Stakenborch · Stapelen · Strijdhoef · Strijen · Tilburg · Paleis-Raadhuis · Tongelaar · Walstein · Wamberg · Het Witte Kasteel · Wouw · Zuidewijn · Zwijnsbergen